# Hugo von Die
Hugo von Die (auch von Lyon oder von Romans) (gest. 1106) war ein Geistlicher des 11./12. Jahrhunderts, der als Erzbischof von Lyon, Primas über Gallien und päpstlicher Legat eine wichtige Rolle in der Kirchenpolitik spielte. Er war ein enger Vertrauter Gregors VII. (der ihn als möglichen Nachfolger sah) und in zahlreiche Konflikte insbesondere mit französischen Geistlichen und Königen verwickelt; infolge eines Konfliktes mit Papst Viktor III. war er zwischenzeitlich exkommuniziert.

## Leben und Wirken
Hugo wurde mit Unterstützung von Gregor VII. 1073 Bischof von Die und 1081 Erzbischof von Lyon. Als solcher war er infolge der Dekretale Antiqua sanctorum patrum (JL 5125) auch Primas von Gallien; gleichzeitig war er seit 1074 päpstlicher Legat.
Hugo und von ihm geleitete Synoden fassten zahlreiche Beschlüsse, um simonistische Praktiken zu bekämpfen, den Zölibat durchzusetzen und den höheren Klerus zu disziplinieren. In diesem Kontext griff Hugo oft zu rabiaten Mitteln; zahlreiche Bischöfe und Erzbischöfe wurden von ihm vom Amt suspendiert, abgesetzt oder exkommuniziert, wobei oft nicht klar ist, ob Hugo für diese Maßnahmen die notwendige Kompetenz besaß. In vielen Fällen revidierte Gregor VII. Hugos Urteile.
Als Legat reizte er immer wieder die Grenzen seiner Zuständigkeit aus, was nicht nur von seinen Gegnern wie Manasse von Reims oder Ivo von Chartres, sondern auch Gregor VII. mehrfach kritisiert wurde und wohl ein Grund für die Unterbrechung seiner Legatentätigkeit war. 
Vor allem ab 1081 nutzte Hugo die Kombination seiner Stellung als Metropolit, Legat und Primas, um in wichtigen Fragen der französischen Kirchenorganisation (vor allem Bischofswahlen) mitzubestimmen. Diese Übergriffe führten zu einem erheblichen Widerstand der Erzbischöfe und Bischöfe sowie der Könige von Frankreich. In anderen Fragen verstand Hugo es aber auch, mit dem französischen König und seinen Bischöfen zu kooperieren.